# イブキトラノオ
イブキトラノオ（伊吹虎の尾）は、タデ科イブキトラノオ属の多年草。イブキトラノオ属は、広義のタデ属 Polygonumに分類する場合もある。

## 特徴
北海道から九州の山地帯から高山帯に分布し、日当たりのよい草地に群生する。花茎は30cmから高いものは100cm以上にまで伸び、先端に長さ6cm前後の白色か淡紅色の花穂をつける。花期は7〜8月。
特に伊吹山に多く、花穂を虎の尾に見立てたことからこの名がついた。

## 画像

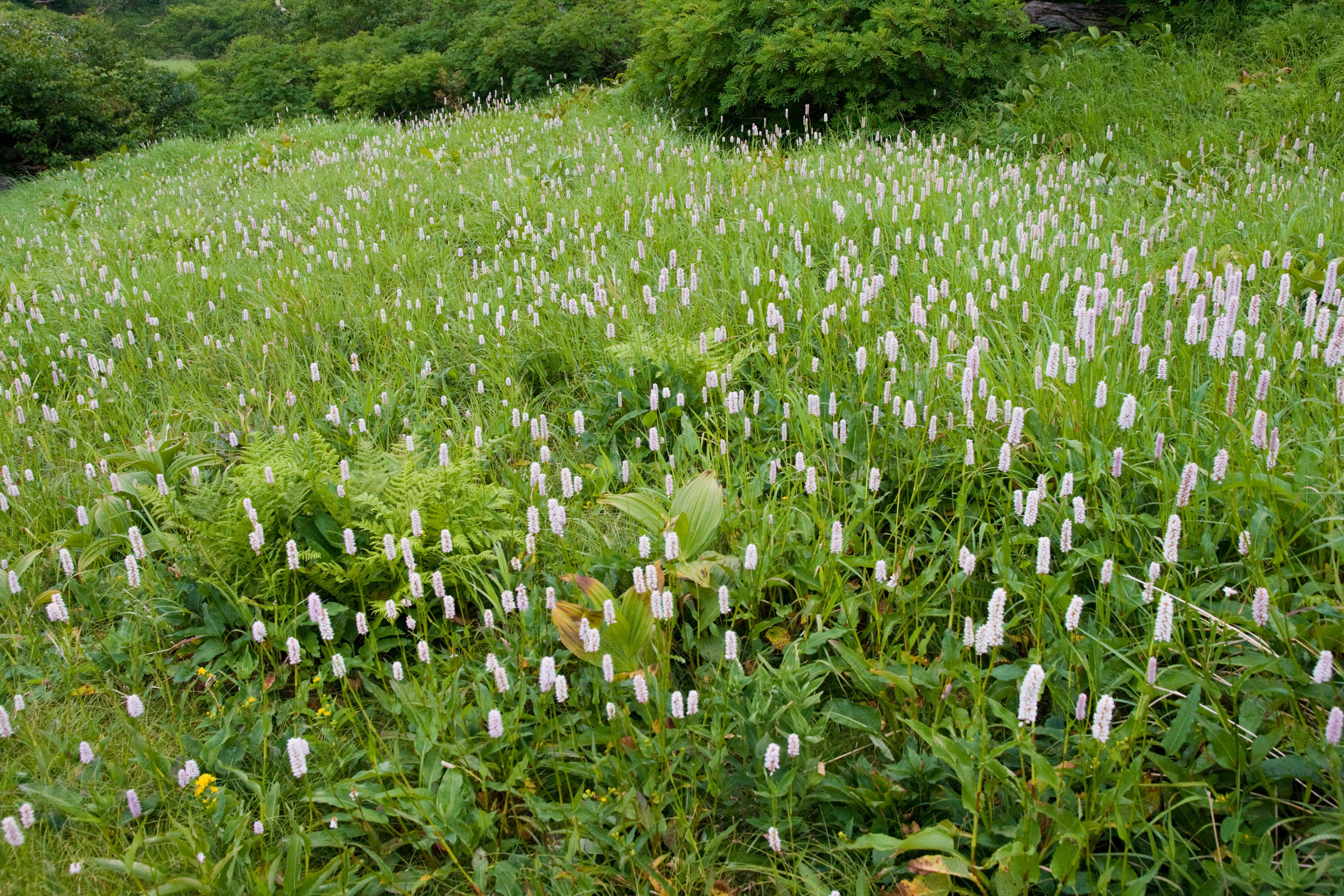
群生するイブキトラノオ
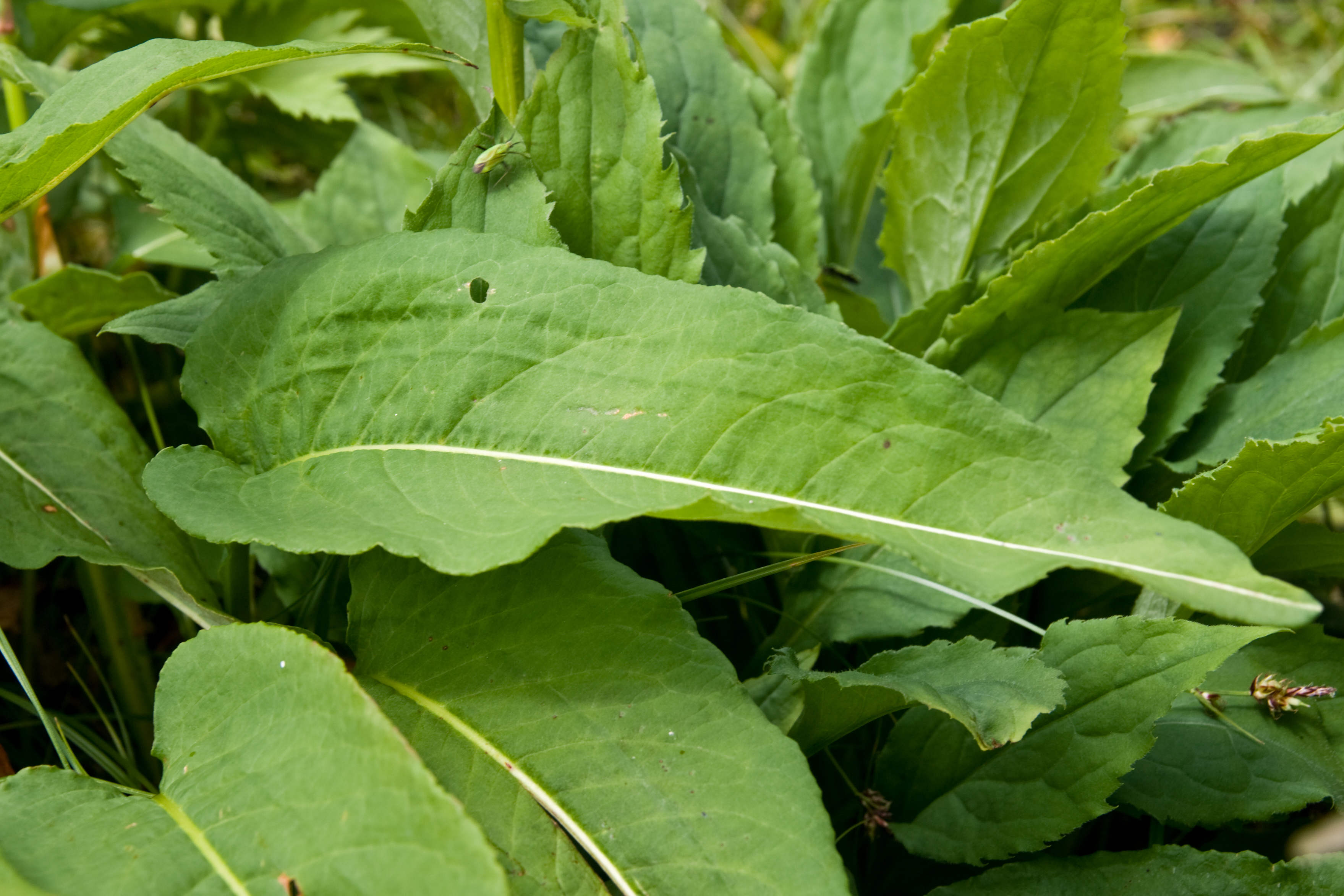
イブキトラノオの葉